# Кладдерс, Йоханнес
Йоханнес Кладдерс (нем. Johannes Cladders; 14 сентября 1924, Крефельд — 6 февраля 2009, Крефельд) — немецкий куратор современного искусства, директор Городского музея «Абтайберг» в Мёнхенгладбахе с 1967 по 1984(5) год, комиссар Павильона Германии на Венецианской биеннале.

## Биография
Йоханнес Кладдерс родился в г. Крефельде 14 сентября 1924 года.
После Второй мировой войны учился в Бонне и Кёльне. В университете он изучал немецкую и английскую литературу, а также философию. В 1955 году получил докторскую степень. В 1957 году поступает на работу в качестве ассистента в Музей кайзера Вильгельма, а также в музей «Дом Ланге» в Крефельде, который возглавлял на тот момент Пауль Вембер.
В 1967 году Кладдерс получает приглашение на должность директора Городского музея в Мёнхенгладбахе.
Первой выставкой, организованной Кладдерсом становится ретроспектива Йозефа Бойса.
В 1982—1985 годах руководил постройкой нового здания музея «Абтайберг», архитектором которого стал Ханс Холляйн. Под руководством Кладдерса музей приобрёл репутацию национального центра искусства XX века.
Считается, что именно благодаря Кладдерсу международное признание получили Йозеф Бойс, Джордж Брехт, Роберт Филиу и Яннис Кунеллис.
В 1984 году он ушел в отставку, передав музей со всей коллекцией своему преемнику Дирку Стеммлеру. Однако, Кладдерс остался активной фигурой в мире искусства. Он работал как критик и автор многочисленных статей и публикаций.
В 1972 году Харальд Зееман пригласил Кладдерса взять на себя организацию Департамента индивидуальной мифологии в рамках «Документы V».
В 1982—1984 годах Кладдерс служит комиссаром Павильона Германии на Венецианской биеннале.
В 1985 году он был удостоен ордена «За заслуги перед Федеративной Республикой Германия» первой степени. В том же году удостоен высшей награды города Мёнхенгладбаха — кольца чести.
В 2007 году Йоханнес Кладдерс последний раз появился на публике на праздновании 25-летия музея Абтайберг.
Йоханнес Кладдерс умер после продолжительной болезни в возрасте 84 лет, 6 февраля 2009 года в своём доме в Крефельде.